# Neozapatismo
Neozapatismo (às vezes denominado erroneamente como zapatismo) é a filosofia e prática política concebida e empregada pelo Exército Zapatista de Libertação Nacional do México (também conhecido como neozapatistas ou zapatistas), que governa um grande território em Chiapas desde o início do conflito de Chiapas. Crucialmente, não é uma ideologia, como o Comitê Geral Indígena Revolucionário Clandestino dos zapatistas deixou claro: "O zapatismo não é uma nova ideologia política ou uma reformulação de ideologias antigas … Não existem receitas, linhas, estratégias, tácticas, leis, regras ou slogans universais. Há apenas um desejo: construir um mundo melhor, ou seja, um mundo novo".
Longe de ser algum tipo de ideologia política simples ou programa único que pode ser exportado para outro lugar e aplicado em todos os locais, o neozapatismo serve para dizer algo como: é assim que nós, zapatistas, enfrentamos o capitalismo e as estruturas e hierarquias de poder existentes aqui em Chiapas, México, cabe a você ver se, e como, nosso exemplo de luta e as lições que aprendemos na luta podem ser usadas para fins semelhantes onde você vive. A partir disso, o porta-voz dos zapatistas, o Subcomandante Marcos (que desde 2014 atende pelo nome de Subcomandante Galeano) também afirmou:
O zapatismo não é uma ideologia, não é uma doutrina comprada e paga. É... uma intuição. Algo tão aberto e flexível que realmente ocorre em todos os lugares. O zapatismo coloca a questão:
'O que é que me excluiu?'

'O que é que me isolou?'
...Em cada lugar, a resposta é diferente. O zapatismo simplesmente afirma a pergunta e estipula que a resposta é plural, que a resposta é inclusiva...
Como Anthony Faramelli colocou de forma sucinta, "o zapatismo não é uma tentativa de inaugurar e/ou liderar qualquer tipo de resistência ao neoliberalismo, mas sim facilitar o encontro da resistência e permitir que ela forme organicamente mundos fora da exploração".
Outros propuseram uma concepção mais ampla de neozapatismo que se estende além dos limites da filosofia e da prática política. Por exemplo, para Richard Stahler-Sholk “existem, de fato, pelo menos três Zapatismos: um é a insurgência armada … Um segundo é o projeto de governo autônomo que está sendo construído nas 'comunidades de base de apoio' zapatistas. … O terceiro é a rede (nacional e) internacional de solidariedade inspirada na ideologia e no discurso zapatista”.

## Origens e princípios básicos
O neozapatismo é geralmente considerado como baseado em certa medida no anarquismo, na tradição maia, no marxismo, nos pensamentos de Emiliano Zapata e nos pensamentos do Subcomandante Insurgente Galeano. O neozapatismo parece ter sido influenciado pelo socialismo libertário, marxismo libertário (incluindo o autonomismo), anarquismo social, anarcocomunismo, anarcocoletivismo, anarcossindicalismo, comunalismo, democracia direta e democracia radical.
O Subcomandante Marcos ofereceu algumas pistas sobre as origens do neozapatismo. Ele afirma, por exemplo:
O zapatismo não foi marxista-leninista, mas também foi marxista-leninista. Não foi o marxismo universitário, não foi o marxismo da análise concreta, não foi a história do México, não foi o pensamento indígena fundamentalista e milenar e não foi a resistência indígena. Foi uma mistura de tudo isso, um coquetel que se misturou na montanha e se cristalizou na força de combate do EZLN...
 Em 1998, Michael Löwy, em um artigo curto mas incisivo, identificou cinco “fios” do “tapete” do zapatismo: (1) o guevarismo, (2) o legado de Emiliano Zapata, (3) a teologia da libertação, (4) a cultura maia e (5) as demandas democráticas da sociedade civil mexicana.
Mais recentemente, Nick Henck sugeriu que o Subcomandante Marcos agiu como o responsável pelo qual a maioria desses fios não indígenas (ou seja, o guevarismo, o legado de Emiliano Zapata e as demandas democráticas feitas pela sociedade civil mexicana) foram tecidos no tecido existente do pensamento indígena para criar o neozapatismo, e também que o próprio Subcomandante contribuiu com importantes fios político-filosóficos para o tapete do neozapatismo. Essas contribuições incluem: um conhecimento da literatura tão profundo que forjou a linguagem altamente inovadora e inspiradora em que neozapatismo foi formulado; o marxismo clássico de Marx e Engels; o marxismo estrutural de Louis Althusser e Nicos Poulantzas; e o pós-estruturalismo e pós-marxismo de Michel Foucault.
Infelizmente, a contribuição indígena ao neozapatismo, que é um dos elementos mais (senão o mais) importantes, é o aspecto menos acessível do neozapatismo para aqueles que não foram expostos aos povos indígenas da língua ou visão de mundo de Chiapas. No entanto, alguns conceitos e práticas político-filosóficas indígenas que formam o cerne do Neozapatismo podem ser identificados: tomada de decisão por consenso comunitária e democracia direta baseada na comunidade, preguntando caminamos (“pedindo para caminharmos”) e mandar obedeciendo (“mandar obedecendo”).
O hino oficial do neozapatismo e dos territórios zapatistas é o Himno Zapatista.

## Componentes indígenas
Este pode ser o elemento mais importante, mas menos compreendido (e compreensível) do zapatismo, devido ao pensamento, linguagem e visão de mundo dos povos indígenas serem amplamente inacessíveis aos povos não indígenas. Dito isso, o Subcomandante Marcos/Galeano tem se empenhado em ser uma ponte entre os mundos indígena e não indígena, 'traduzindo' sua cosmovisão/visão de mundo, valores e conceitos-chave para públicos mais amplos. Além disso, certos estrangeiros também pesquisaram e escreveram sobre as contribuições dos povos indígenas ao zapatismo.
Simplificando e resumidamente, o zapatismo incorpora vários aspectos ou elementos de certas sociedades indígenas tradicionais da Mesoamérica, e especialmente maias, incluindo (mas não se limitando a): comunalismo, coletividade e construção de consenso, acordo de consenso e tomada de decisão por consenso. O próprio Subcomandante Marcos fez referência a 'uma tradição de democracia e autogoverno... de democracia comunitária direta' que os zapatistas encontraram entre as comunidades indígenas em Chiapas.

### Conceitos e práticas
Os componentes indígenas do zapatismo envolvem conceitos e práticas.
Com relação aos conceitos, Dylan Eldredge Fitzwater aponta especialmente para os conceitos Tzotzis de ichbail ta muk 'e lekil kuxlejal. Com relação a ichbail ta muk ', Fitzwater traduz isso literalmente como "levar uns aos outros à grandeza" e afirma que "implica a reunião de um grande coração coletivo". Ele observa que isso às vezes é traduzido como "simplesmente como 'democracia", mas prefere traduzi-lo de várias maneiras como "desenvolver um coração coletivo", "governança democrática autônoma" e "uma democracia de respeito mútuo". Fitzwater observa como esse "coração coletivo é feito por meio de práticas concretas de auto-organização". Ele ainda observa que ichbail ta muk 'por sua vez leva a, ou mesmo cria, lekil kuxlejal, que Fitzwater traduz literalmente como "a vida que é boa para todos", embora observando que "geralmente é traduzido como autonomia ou vida digna". Assim, Fitzwater conclui: "Para os zapatistas, dignidade, autonomia e democracia para cada povo, bem como a criação desse povo como uma coletividade, surge através do crescimento do coração, trazendo uns aos outros em um coração coletivo, através do ichbail ta muk".
Em relação às práticas, os zapatistas ressuscitaram e revitalizaram certas práticas indígenas tradicionais que haviam caído em suspensão ou desuso, em alguns casos, como no caso das assembleias comunais, tornando-as mais democráticas ao estender a participação às mulheres (e não apenas aos homens, como antes sido a prática anteriormente). Além disso, os zapatistas não apenas expandiram a participação para incluir as mulheres, mas também estenderam essa prática comunitária tradicional de assembleias geograficamente, além de apenas o nível da comunidade individual (isto é, local) para o nível municipal ou mesmo regional/zonal. Essas assembleias comunais, além de serem instrumentos de tomada de decisão democrática, são também uma manifestação concreta das relações sociais geralmente existentes — tipificadas pela coletividade, comunalidade, respeito e acordo mútuos — que prevalecem nas comunidades indígenas zapatistas. Outra prática fundamental é a'mtel, que é o trabalho democraticamente determinado, repartido, atribuído, administrado e executado. De fato, Fitzwater enfatiza que "a prática do amtel está no cerne do zapatismo".
O zapatismo também incorpora vários princípios herdados de alguns povos indígenas de Chiapas. Talvez os mais proeminentes sejam: preguntando caminamos (perguntando caminhamos) e mandar obedeciendo ('comandar obedecendo'). Em relação a este último, existem sete princípios de 'comandar obedecendo': (1) servir e não ser servido, (2) representar e não substituir, (3) construir e não destruir, (4) obedecer e não comandar, (5) propor e não impor, (6) convencer e não derrotar, e (7) descer e não subir. É importante notar que cada comunidade zapatista embora subscreva os 7 princípios de governar obedecendo, no entanto, tem o direito de determinar democraticamente a sua própria forma de governo, e há uma variedade significativa na conceituação do que constitui a democracia e as formas isso ocorre em nível local.

### Zapatismo e governança
O zapatismo baseia-se em conceitos tradicionais indígenas e abordagens de governança. Os membros da comunidade têm a tarefa de servir à comunidade, cumprindo certas obrigações. Como tal, não existe uma classe política dita "profissional" que seja distinta dos membros da comunidade; não há separação entre governo autônomo e comunidade indígena. Os membros da comunidade se revezam no cumprimento de suas responsabilidades, trabalhando a serviço da comunidade e, assim, experimentam governar e participar ativamente da democracia direta. Eles não são pagos por este serviço, mas recebem alimentos dos membros da comunidade ou seus campos são arados em seu nome por eles como recompensa por realizar este serviço à comunidade. Desta forma, a cobrança é realizada em nome da comunidade e a comunidade retribui, o que exemplifica a natureza verdadeiramente comunitária e coletiva das comunidades autônomas zapatistas.

## Componentes econômicos

Bandeira do movimento neozapatista

### Agrarianismo
Emiliano Zapata, o homem que deu nome ao neozapatismo, foi um forte agrarista no México. Ele liderou pessoalmente rebeldes contra o governo mexicano a fim de redistribuir terras de plantação aos trabalhadores agrícolas. Zapata começou protestando contra a apreensão de terras por ricos proprietários de plantações, mas seu protesto não atingiu o objetivo desejado, então ele usou meios mais violentos. A causa da redistribuição era o verdadeiro objetivo da vida de Zapata, e ele frequentemente continua a simbolizar a causa agrária no México até hoje.
O Exército Zapatista de Libertação Nacional (EZLN) fez demandas agrárias semelhantes, como a reforma agrária determinada pela Constituição do México de 1917. Por exemplo, A Lei Agrária Revolucionária, que é a mais longa e detalhada das dez Leis Revolucionárias que o EZLN emitiu junto com sua Declaração de Lei quando iniciou seu levante, começa declarando: "Os pobres camponeses do México continuam a exigir que a terra seja para aqueles que a trabalham. O EZLN resgata a justa luta do campo mexicano pela terra e liberdade, seguindo os passos de Emiliano Zapata e opondo-se às reformas do artigo 27 da Constituição mexicana".
Crucialmente, o Subcomandante Marcos argumenta que a Lei Agrária Revolucionária Zapatistas que foi imposta na sequência da aquisição de terras conduzida pelo EZLN e pelos povos indígenas apoiantes do movimento na sequência da revolta dejaneiro de 1994, provocou "...mudanças fundamentais na vida das comunidades indígenas zapatistas...", acrescentando:
"...Quando a terra passou a ser propriedade dos camponeses... quando a terra passou para as mãos de quem a trabalha... Este foi o ponto de partida para avanços no governo, saúde, educação, habitação, nutrição, participação das mulheres, comércio, cultura, comunicação e informação... estava recuperando os meios de produção, no caso, a terra, os animais e as máquinas que estavam nas mãos dos grandes proprietários".
Aos olhos de Marcos e dos zapatistas, sua busca por autonomia — nas negociações com o governo o EZLN não exigia a independência do México, mas sim autonomia, e (entre outras coisas) que os recursos naturais extraídos de Chiapas beneficiassem mais diretamente os povo de Chiapas — começou e só foi possível através da recuperação de terras e sua distribuição a "quem trabalha".

### Socialismo libertário
O neozapatismo frequentemente se baseia em teorias econômicas de esquerda. O conceito mais conhecido de neozapatismo é sua oposição à globalização capitalista. Com a assinatura do famoso tratado de globalização que promoveu o NAFTA, os rebeldes zapatistas se revoltaram, acreditando que a assinatura do tratado teria um efeito econômico negativo sobre os povos indígenas do México. A assinatura do NAFTA também resultou na remoção do Artigo 27, Seção VII, da Constituição mexicana, que havia garantido indenizações por terras aos grupos indígenas em todo o México.
A economia do zapatista ocupou Chiapas é baseada no coletivismo usando o modelo cooperativo com aspectos sindicalistas. Os meios de produção são propriedade cooperativa do público e não há supervisores ou proprietários da propriedade. Toda atividade econômica é local e autossuficiente, mas os produtos podem ser vendidos no mercado internacional para fins de arrecadação de fundos.[carece de fontes?] Os exemplos mais famosos desse modelo são as cooperativas de café zapatistas que  que trazem mais rendimentos para o movimento zapatista. Recentemente, os zapatistas têm sido firmes em resistir à violência do neoliberalismo praticando a autonomia horizontal e a ajuda mútua. As comunidades zapatistas continuam a construir e manter seus próprios sistemas antissistêmicos de saúde, educação e agroecológicos sustentáveis.
As cooperativas zapatistas são regidas pela assembleia geral dos trabalhadores que é o órgão supremo das cooperativas. É convocada pelo menos uma vez por ano e elege um novo conselho administrativo a cada 3 anos. Por meio de sua operação, os trabalhadores não dependem do mercado local ou global. Por meio da organização coletiva e da cooperação com as redes solidárias à sua disposição, os trabalhadores recebem um preço por seu produto ou serviço que pode cobrir o custo do trabalho, proporcionando também aos trabalhadores uma renda digna, que aumenta com os anos.[carece de fontes?] Os trabalhadores podem obter acesso a estruturas comuns e suporte técnico. Enquanto as cooperativas se desenvolverem e melhorarem suas funções, elas contribuirão com parte de sua renda para programas autônomos de educação, saúde e outras estruturas sociais. Além disso, os movimentos que participam das redes solidárias de arrecadação de fundos de descarte devolvem parte de sua renda às comunidades zapatistas. [carece de fontes?]

### Teoria do capitalismo
A postura política dos zapatistas é anticapitalista em geral e antineoliberalismo em particular, e muito de seu discurso reflete essa posição. Posto isto, certos escritos e apresentações do Subcomandante Marcos em particular, transmitem a mensagem anticapitalista do neozapatismo em maior extensão e detalhes do que outros. Exemplos disso incluem os seguintes comunicados: The Story of Durito and Neoliberalism (abril de 1994); Durito II: Neoliberalism Seen from La Lacandona (março de 1995); Durito III: The Story of Neoliberalism and the Labor Movement (abril de 1995); Durito IV: Neoliberalism and the Party-State System (junho de 1995); Durito VI: Neoliberalism: Chaotic Theory of Economic Chaos (julho de 1995); e Durito IX: Neoliberalism, History as a Tale . . . Badly Told (abril de 1996).
Há também os comunicados de Marcos "La (imposible) ¿Geometría? del Poder en México" (2005) e "Los peatones de la historia" (2006), e suas apresentações no “Primeiro Colóquio Internacional In Memoriam Andrés Aubry: Planeta Terra, Movimentos Antissistêmicos”. Outros textos anticapitalistas zapatistas notáveis incluem “A Sexta Declaração da Selva Lacandona” (2005), e aqueles coletados no livro Pensamento Crítico na Face da Hidra Capitalista (Durham, NC: PaperBoat, 2016).
No entanto, de todos os textos anticapitalistas zapatistas, talvez o que tenha recebido mais atenção é o ensaio do Subcomandante Marcos intitulado "La Cuarta Guerra Mundial" (1997), no qual afirma que o neoliberalismo e a globalização constituem a "Quarta Guerra Mundial". Neste ensaio, Marcos compara e contrasta o que chama de Terceira Guerra Mundial (a Guerra Fria) com o que chama de "Quarta Guerra Mundial", que ele diz ser um novo tipo de guerra em que nos encontramos agora: "Se a A Terceira Guerra Mundial viu o confronto do capitalismo e do socialismo em vários terrenos e com vários graus de intensidade, a quarta será disputada entre grandes centros financeiros, em escala global, e em uma intensidade tremenda e constante". Ele prossegue dizendo que a globalização econômica criou devastação. Essas opiniões não são compartilhadas por todos os zapatistas, mas influenciaram o neozapatismo e o pensamento neozapatista.

## Componentes políticos

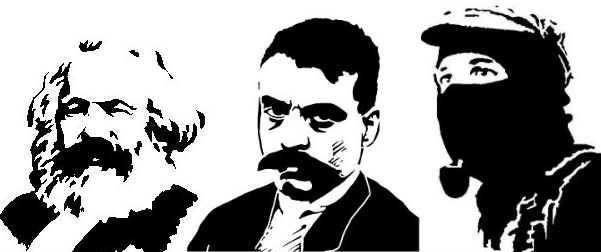
Uma imagem das origens da ideia do neozapatismo (Marx, Zapata e Marcos)

### Democracia
As comunidades zapatistas são organizadas de forma anarquista. Todas as decisões são tomadas por uma democracia direta descentralizada de forma autônoma. O objetivo original desta organização era que todos os grupos indígenas no México tivessem um governo autônomo; hoje, no território zapatista, o governo mexicano não tem controle. Os conselhos nos quais a comunidade pode se reunir e votar nas questões locais dos zapatistas de Chiapas são chamados de Conselhos de Bom Governo. Em uma democracia direta, qualquer questão pode ser votada, qualquer questão pode ser levada à votação e todas as decisões são aprovadas por maioria de votos. Não há restrições sobre quem pode governar ou quem pode votar. Desde dezembro de 1994, os zapatistas foram formando gradativamente vários municípios autônomos, denominados Municípios Autônomos Rebeldes Zapatistas (MAREZ). Nestes municípios, uma assembleia de representantes locais forma as Juntas de Buen Gobierno ou Conselhos de Bom Governo (JBGs).
Os Municípios Autônomos Rebeldes Zapatistas são administrados em várias comunidades, as assembleias gerais se reúnem por uma semana para decidir sobre vários aspectos relativos à comunidade. As assembleias são abertas a todos, sem burocracia formal. As decisões tomadas pelas comunidades são então passadas para delegados eleitos, cujo trabalho é passar as informações para um conselho de delegados. Os delegados podem ser revogados e também servir em uma base de rotação. Dessa forma, espera-se que o maior número de pessoas possa expressar seus pontos de vista.

### Desorganização
Quaisquer “comandantes” militares dentro do movimento não têm poder real, eles não podem forçar ninguém a fazer nada. Os líderes militares servem apenas como vanguardas revolucionárias, para educar quem não conhece o movimento e para lutar pelo movimento. Alguns "comandantes" são simplesmente porta-vozes do movimento, alguns dos porta-vozes mais famosos como Marcos, são apenas personagens cujas declarações públicas são controladas e decididas pelo consenso dos principais ativistas. Se algum soldado do movimento zapatista agir de maneira brutal ou injusta, os zapatistas permitem que outros ajam contra aquele soldado. Nenhum membro das forças zapatistas tem poder real sobre outro.[carece de fontes?]

## Componentes sociais

### Feminismo
O neozapatismo é uma filosofia fortemente feminista. As mulheres são vistas como iguais aos homens e algumas mulheres, como a Comandanta Ramona e a Subcomandante Elisa, eram líderes do movimento zapatista. Na década de 1990, um terço dos insurgentes eram mulheres e metade da base de apoio zapatista eram mulheres.
Mesmo que o feminismo seja visto como resultado da ocidentalização, as mulheres indígenas maias têm lutado para “aproveitar e navegar nas ideologias ocidentais enquanto preservam e tentam recuperar algumas tradições indígenas... que foram erodidas com a imposição da cultura e ideologia ocidental dominante". O feminismo indígena investe nas lutas das mulheres, dos povos indígenas, e procura soluções para a sua herança, utilizando algumas ideias ocidentais para alcançar o feminismo.
As mulheres zapatistas estão investidas na luta coletiva do neozapatismo e das mulheres em geral. Ana Maria, uma das lideranças do movimento, disse em entrevista que as mulheres “participaram do primeiro de janeiro (Levante Zapatista) ... a luta das mulheres é a luta de todos. No EZLN não lutamos pelos nossos próprios interesses, mas lutamos contra todas as situações que existem no México; contra todas as injustiças, toda a marginalização, toda a pobreza e toda a exploração que as mulheres mexicanas sofrem. Nossa luta no EZLN não é pelas mulheres de Chiapas, mas por todas os mexicanas".
Os efeitos do capitalismo ocidental tornam a flexibilidade nas funções de gênero e trabalho mais difícil do que o trabalho tradicional das culturas indígenas. “A entrada das mulheres indígenas na economia monetária tem sido analisada como tornando o seu trabalho doméstico e de subsistência cada vez mais dispensável para a reprodução da força de trabalho e reduzindo assim o poder das mulheres no dentro da família. Os homens indígenas têm sido forçados pela necessidade de ajudar a sustentar a família no sistema económico capitalista globalizado que favorece o trabalho económico remunerado enquanto depende da subordinação feminina e do trabalho de subsistência não remunerado. Esses ideais são internalizados por muitos trabalhadores e importados de volta para as comunidades.” Esta infiltração capitalista prejudicou o papel do gênero, estava se tornando cada vez mais restritivo e polarizado com a crescente imposição de fatores externos às comunidades indígenas. Desde a chegada dos europeus e a sua clara distinção nos pontos de vista das mulheres que trabalham em casa e dos trabalhadores masculinos.
O feminismo indígena também criou mais colaboração e contato entre as mulheres indígenas e mestiças no setor informal. Após o surgimento dos zapatistas, mais colaboração começou a acontecer, e seis meses após o levante do EZLN, foi realizada a primeira Convenção Estadual de Mulheres de Chiapas. Seis meses depois, a Convenção Nacional da Mulher foi realizada em Querétaro; incluiu mais de trezentas mulheres de quatorze estados diferentes. Em agosto de 1997, foi realizado o primeiro Encontro Nacional de Mulheres Indígenas no estado de Oaxaca, organizado por mulheres indígenas e com a participação de mais de 400 mulheres. Um dos temas mais discutidos nas convenções foi a relação entre mulheres mestiças e mulheres indígenas. Muitas vezes, tornou-se a situação em que as mulheres mestiças tendiam a “ajudar” e as mulheres indígenas eram as que eram “ajudadas”.
O movimento zapatista foi a primeira vez que um movimento guerrilheiro realizou a libertação das mulheres como parte do objetivo do levante. Major Ana Maria — que não foi apenas a mulher que liderou a captura de San Cristóbal de las Casas pelo EZLN durante o levante, mas também uma das mulheres que ajudaram a criar a Lei Revolucionária das Mulheres. "Foi feita uma lei geral, mas não havia lei da mulher. Por isso protestamos e dizemos que tem de haver uma lei da mulher quando fazemos as nossas exigências. Também queremos que o governo nos reconheça como mulheres. O direito a ter igualdade, igualdade de homens e mulheres." O Direito Revolucionário da Mulher surgiu por meio de uma mulher chamada Susana e Comandanta Ramona que viajava para dezenas de comunidades e pedia as opiniões de milhares de mulheres. A Lei Revolucionária das Mulheres foi lançada junto com o resto das reivindicações zapatistas dirigidas ao governo durante sua revolta pública no Dia de Ano Novo de 1994.

### Lei Revolucionária das Mulheres
No dia da revolta, o EZLN anunciou a Lei Revolucionária das Mulheres com as demais Leis Revolucionárias. O Comitê Clandestino Revolucionário Indígena criou e aprovou essas leis, que foram desenvolvidas por meio da consulta às mulheres indígenas. A Lei Revolucionária das Mulheres se esforçou para mudar a “dominação patriarcal tradicional” e abordou muitas das questões das mulheres de Chiapas. Essas leis coincidiram com a tentativa do EZLN de “transferir o poder do centro para os setores marginalizados”. A seguir estão as dez leis que compunham a Lei Revolucionária das Mulheres.
1. As mulheres têm o direito de participar da luta revolucionária no lugar e no nível que sua capacidade e vontade ditarem, sem discriminação de raça, credo, cor ou filiação política.
2. As mulheres têm direito ao trabalho e a receber um salário justo.
3. As mulheres têm o direito de decidir sobre o número de filhos que terão e cuidarão.
4. As mulheres têm o direito de participar dos assuntos da comunidade e ocupar cargos de liderança se forem eleitas livre e democraticamente.
5. As mulheres têm direito aos cuidados primários em termos de saúde e nutrição.
6. As mulheres têm direito à educação.
7. As mulheres têm o direito de escolher com quem estão (ou seja, escolher seus parceiros românticos/sexuais) e não devem ser obrigadas a casar-se à força.
8. Nenhuma mulher deve ser espancada ou maltratada fisicamente por familiares ou estranhos. O estupro e a tentativa de estupro devem ser punidos com severidade.
9. As mulheres podem ocupar cargos de liderança na organização e ocupar postos militares nas forças armadas revolucionárias.
10. As mulheres têm todos os direitos e obrigações estabelecidos pelas leis e regulamentos revolucionários.

### Pós-colonialismo
O zapatismo concentra-se fortemente no pós-colonialismo, especificamente no olhar pós-colonial. Referido pela primeira vez por Edward Said como "orientalismo", o termo "olhar pós-colonial" é usado para explicar como os poderes coloniais tratavam o povo dos países colonizados. Colocar o colonizado na posição do "outro" ajudou a moldar e estabelecer a identidade do colonial como poderoso conquistador e funcionou como um lembrete constante dessa ideia de subjetividade.
A teoria do olhar pós-colonial estuda os impactos da colonização em povos anteriormente colonizados e como esses povos superam a discriminação colonial e a marginalização dos colonialistas e seus descendentes. No México, o olhar pós-colonial está sendo fomentado predominantemente em áreas de grandes populações indígenas e preconceito, como Chiapas. Os zapatistas não apenas levantaram muitos argumentos sobre as consequências da globalização capitalista; eles também questionaram as ideias de longa data criadas pelo colonialismo espanhol.

## Componente cultural
Os zapatistas são famosos por sua revolta armada contra a globalização em seu levante, dando início ao conflito de Chiapas. Após a revolta, o território controlado pelos zapatistas foi isolado principalmente do resto do México. Os zapatistas não gostam da pressão contínua da tecnologia moderna sobre seu povo, preferindo os avanços lentos. A maioria dos habitantes locais falam línguas pré-colombianas nativas da área, rejeitando a disseminação da língua espanhola pelo mundo. Os zapatistas ensinam a cultura e as práticas indígenas locais maias. As escolas oficiais mexicanas são criticadas por não ensinarem a herança maia ou línguas indígenas, ao mesmo tempo em que ensinam sobre os males zapatistas e espancam crianças zapatistas. Nas escolas zapatistas a história da colonização espanhola é ensinada com a história dos Tzeltal, e os valores do individualismo, competição, consumismo e propriedade privada são seriamente questionados e substituídos por valores como a comunidade e a solidariedade. Os alunos geralmente são ensinados em línguas indígenas locais, como a língua Ch'ol. Embora a cultura local seja mantida sob uma luz orgulhosa, os zapatistas são rápidos em criticar e mudar a cultura para se adequar a ideais de esquerda. As mulheres na região de Chiapas eram comumente forçadas a se casar, dar à luz muitos filhos e receber ordens de ficar em casa como donas de casa. Os zapatistas tentaram acabar com essa tradição e criar um senso de feminismo na comunidade local. Veja acima para ler mais sobre os conceitos anarcofeministas endossados. O neozapatismo em geral promove qualquer cultura local, desde que não se imponha a outra cultura e se a cultura estiver aberta a críticas.

## Componente internacionalista

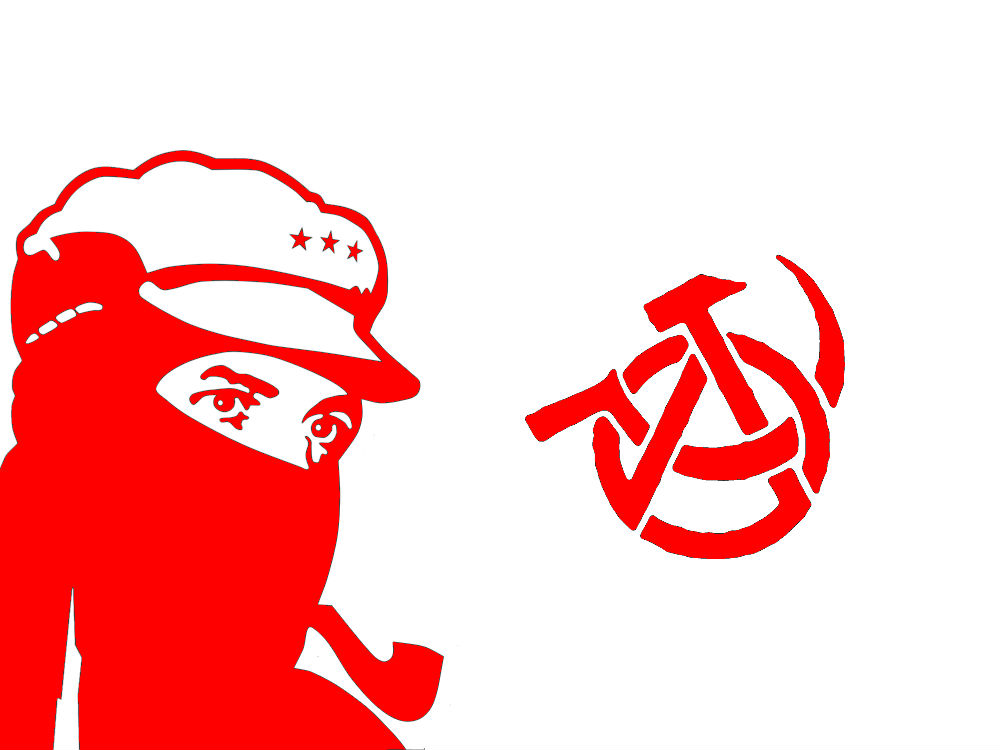
Uma imagem do Subcomandante Marcos com o símbolo anarcocomunista

O movimento zapatista apoia a ideia do internacionalismo como um meio de libertar o mundo da opressão capitalista enquanto eles tentam se livrar. Como tal, promove a cooperação com outros movimentos semelhantes e simpatizantes em todo o mundo.
Ficou claro desde o início da revolta dos zapatistas que seus horizontes não se limitavam a Chiapas, mas que sua visão se estendia ao mundo em geral. Em seus discursos e escritos, eles falaram em mudar o mundo, construindo outro mundo ou forjando um novo mundo. Com o objetivo de alcançar aqueles que vivem além das fronteiras de Chiapas e até mesmo do México, os zapatistas organizaram e sediaram muitos eventos em seu território, para os quais convidaram pessoas de várias nações, e que atraíram participantes de todo o mundo.
Alguns exemplos de tais eventos incluem: O Primeiro Encontro Intercontinental pela Humanidade e Contra o Neoliberalismo (1996); O Primeiro Colóquio Internacional em Memória de Andrés Aubry: Planeta Terra: Movimentos Antissistêmicos; O Primeiro Encontro entre os Zapatistas e os Povos do Mundo (2007); O Segundo Encontro entre os Zapatistas e os Povos do Mundo (2007); Caravana Nacional e Internacional de Observação e Solidariedade com as Comunidades Zapatistas (2008); O Festival Global de Fúria Digna (2009); O Seminário sobre Pensamento Crítico na Face da Hydra Capitalista (2015); Seminário Zapatistas e ConSciences for Humanity (inverno 2016-2017) e The Walls of Capital, the Cracks of the Left (2017).
No Primeiro Encontro Intercontinental pela Humanidade e Contra o Neoliberalismo, os zapatistas declararam sua intenção de:
Por sua vez, muitas pessoas de todo o mundo se inspiraram nos zapatistas. Os escritos do Subcomandante Marcos e dos zapatistas foram traduzidos para mais de uma dezena de idiomas, incluindo, além da maioria das línguas europeias, chinês, indonésio, japonês, coreano, persa, tâmil e turco.
Dois grandes estudos de livros em inglês e um em espanhol foram publicados dedicados inteiramente a detalhar o apelo internacional dos zapatistas. São eles: Thomas Olesen, International Zapatismo: The Construction of Solidarity in the Age of Globalization (Londres: Zed Books, 2005); Alex Khasnabish, Zapatismo Beyond Borders: New Imaginations of Political Possibility (Toronto: University of Toronto Press, 2008); e Guiomar Rovira, Zapatistas sin fronteras (Cidade do México: Ediciones Era, 2009). Além disso, um volume de 2019 do jornal mexicano Contrahistorias contém artigos detalhando a recepção, influência e impacto do neozapatismo no Brasil, Chile, China, Cuba e Irã. No mesmo ano foi publicado o Subcomandante Marcos: Global Rebel Icon de Nick Henck (Montreal: Black Rose Books, 2019) que continha um capítulo que resume, sintetiza e complementa a obra de Khasnabish e Olesen sobre o alcance internacional e o apelo do neozapatismo em geral e o Subcomandante Marcos em particular.
Não é surpreendente, portanto, que o Subcomandante Marcos tenha declarado que “... a conexão do zapatismo era mais forte com outros países do que com o México... aqueles que viviam mais longe estavam mais próximos de nós...”. Isso é apoiado em pesquisas que mostram redes mais recentes de solidariedade com o movimento neozapatismo enfatizam a semelhança dos participantes e constroem sua solidariedade a partir da visão de que suas reivindicações estão interligadas.
Os zapatistas, especificamente o Subcomandante Marcos, fizeram declarações a favor da resistência do povo palestino e críticas às políticas de Israel na Palestina. Ele afirmou que o exército israelense é uma força imperialista que ataca principalmente palestinos inocentes.
O Subcomandante Marcos também fez declarações apoiando Che Guevara, Fidel Castro, a Revolução Cubana e o povo cubano.

## Filosofia ativista
O movimento zapatista toma várias posições sobre como mudar a atmosfera política do capitalismo. A filosofia zapatista sobre a revolução é complicada e extensa. Sobre a questão do voto nas eleições dos países capitalistas, o movimento rejeita completamente a ideia do voto capitalista, apelando em vez disso à organização para a resistência. Não pedem que as pessoas votem ou não votem, apenas que se organizem. Os zapatistas engajaram-se na luta armada, especificamente no conflito de Chiapas, porque disseram que seus meios pacíficos de protesto não tinham conseguido alcançar resultados. Os zapatistas consideram que o governo mexicano está tão desligado do seu povo que é ilegítimo. Além da violência no conflito de Chiapas, os zapatistas organizaram protestos pacíficos como A Outra Campanha, embora alguns de seus protestos pacíficos tenham se tornado violentos após interações policiais.